# Pottsita
La pottsita és un mineral de la classe dels fosfats.

## Característiques
La pottsita és un vanadat de fórmula química (Pb₃Bi)Bi(VO₄)₄(H₂O). Va ser aprovada com a espècie vàlida per l'Associació Mineralògica Internacional l'any 1988. Cristal·litza en el sistema tetragonal. La seva duresa a l'escala de Mohs és 3,5.
Segons la classificació de Nickel-Strunz, la pottsita pertany a «08.CG - Fosfats sense anions addicionals, amb H₂O, amb cations de mida mitjana i gran, RO₄:H₂O = 1:1» juntament amb els següents minerals: cassidyita, col·linsita, fairfieldita, gaitita, messelita, parabrandtita, talmessita, hillita, brandtita, roselita, wendwilsonita, zincroselita, rruffita, ferrilotharmeyerita, lotharmeyerita, mawbyita, mounanaïta, thometzekita, tsumcorita, cobaltlotharmeyerita, cabalzarita, krettnichita, cobalttsumcorita, niquellotharmeyerita, manganlotharmeyerita, schneebergita, niquelschneebergita, gartrellita, helmutwinklerita, zincgartrel·lita, rappoldita, fosfogartrel·lita, lukrahnita i niqueltalmessita.

## Formació i jaciments
Va ser descoberta als Estats Units, concretament a la mina Linka, situada al districte miner de Spencer Hot Springs (Comtat de Lander, Nevada), on es troba associada a altres minerals com la vanadinita, la scheelita, la clinobisvanita i la bismutita. També ha estat descrita en altres indrets dels Estats Units, així com a l'Argentina i a Alemanya.